# Đại tuyết
Đại tuyết (tiếng Hán: 大雪; bính âm: ‘‘dàxuě’’)) là một trong 24 tiết khí của các lịch Trung Quốc, Việt Nam, Nhật Bản, Triều Tiên. Nó thường bắt đầu vào khoảng ngày 7 hay 8 tháng 12 dương lịch, khi Mặt Trời ở xích kinh 255° (kinh độ Mặt Trời bằng 255°). Đây là một khái niệm trong công tác lập lịch của các nước Đông Á chịu ảnh hưởng của nền văn hóa Trung Quốc cổ đại. Ý nghĩa của tiết khí này, đối với vùng Trung Hoa cổ đại, là Tuyết dày.
Theo quy ước, tiết đại tuyết là khoảng thời gian bắt đầu từ khoảng ngày 7 hay 8 tháng 12 khi kết thúc tiết tiểu tuyết và kết thúc vào khoảng ngày 21 hay 22 tháng 12 trong lịch Gregory theo các múi giờ Đông Á khi tiết đông chí bắt đầu.
Lịch Trung Quốc, cũng như lịch ở các nước Đông Á cổ đại bao gồm Việt Nam, bị nhiều người lầm là âm lịch thuần túy, dẫn đến ngộ nhận về việc tiết khí nói chung và Đại tuyết nói riêng được tính theo chu kỳ của Mặt Trăng quay xung quanh Trái Đất. Trên thực tế lịch Trung Quốc cổ đại là một loại âm dương lịch, trong đó tiết khí, từ thời Hán Vũ Đế, đã được tính theo vị trí của Trái Đất trong chu kỳ chuyển động trên quỹ đạo xung quanh Mặt Trời. Theo cách tính hiện đại, với điểm xuân phân là gốc có kinh độ Mặt Trời bằng 0°, thì điểm diễn ra hay bắt đầu tiết Đại tuyết ứng với kinh độ Mặt Trời bằng 255°. Ngày bắt đầu tiết Đại tuyết do vậy được tính theo cách tính của dương lịch hiện đại và nó thông thường rơi vào ngày 7 hay 8 tháng 12 dương lịch (Bắc bán cầu) và 5 hay 6 tháng 6 (Nam bán cầu) tùy theo từng năm. Tiết khí đứng ngay trước Đại tuyết là Tiểu tuyết và tiết khí kế tiếp sau là Đông chí.